# Józef Kuczyński (duchowny)
Józef Kuczyński (ur. 2 lutego?/15 lutego 1904 we wsi Buczki w guberni wołyńskiej (późniejszy obwód żytomierski), zm. 13 marca 1982 w Barze) – duchowny katolicki, prezbiter diecezji łuckiej, pedagog, działacz harcerski i religijny, doktor nauk społecznych.

## Życiorys
W 1924 r. ukończył szkołę pedagogiczną. Następnie nielegalnie przekroczył granicę radziecko-polską. Ukończył seminarium duchowne w Łucku. W 1930 r. został wyświęcony do stanu duchownego. Pracował jako nauczyciel w szkołach średnich szkołach Łucka. Organizował wśród młodzieży ruch harcerski. Następnie wyjechał do Francji, gdzie ukończył instytut katolicki w Paryżu, otrzymując stopień doktora socjologii katolickiej. Po powrocie do Polski działał w Diecezjalnym Instytucie Akcji Katolickiej. Pod koniec lat 30. pełnił funkcję kapelana wołyńskiego oddziału ZHP. Był też sekretarzem Katolickiego Związku Młodzieży. Współautor (wraz z ks. Walerianem Głowaczem) „Katechizmu katolickiego dla dzieci” (Łuck 1939).
We wrześniu 1939 r., po ataku wojsk niemieckich na Polskę, został proboszczem parafii we wsi Szumbar pod Krzemieńcem. W 1943 r. był organizatorem polskiej samoobrony we wsi Dederkały podczas miejscowych pogromów ukraińskich, za co został odznaczony Krzyżem Walecznych przez AK. Po zajęciu tych obszarów przez Armię Czerwoną w II poł. 1944 r., został duchownym w Krasiłowie. Ponadto prowadził pracę duszpasterską wśród ludności katolickiej w rejonie Charkowa, Kijowa i Dniepropietrowska.
Na początku stycznia 1945 r. został aresztowany przez NKWD. Po procesie skazano go w maju 1946 r. na karę 10 lat łagrów i osadzono w obozie na Północnym Uralu. W styczniu 1947 r. został przeniesiony do obozu na Workucie. W październiku 1954 r. oswobodzono go bez prawa wyjazdu. W 1956 r. skierowano go do miasta Krasnoarmierjsk w Kazachstanie, gdzie wspierał zesłańców – katolików. W grudniu 1958 r. ponownie został aresztowany, po czym skazano go na karę 10 lat łagrów. Przebywał w obozie w obwodzie irkuckim. Na początku stycznia 1965 r. wyszedł na wolność. Wyjechał na Ukrainę, zamieszkując w Barze. Od 1966 r. prowadził duszpasterstwo na terenie diecezji kamienieckiej z siedzibą w Wierzbowcu koło Winnicy (parafie we wsiach Łuczyniec, Wierzbowiec i Śnitków). Napisał wspomnienia, wydane pośmiertnie w 1985 r. w Paryżu.